# 多帶細棘鰕虎魚
多帶細棘鰕虎魚（学名：Acentrogobius multifasciatus）为輻鰭魚綱鱸形目虾虎鱼亚目鰕虎魚科的其中一種，分布於西太平洋區，包括日本、菲律賓及新加坡等海域，棲息在河口及沿岸的泥底質淺水處。
其种加词“multifasciatus”意为“多带的”。